# Iuli Ivànovitx Bleikhman
Iuli Ivànovitx Bleikhman rus: Юлий Иванович Блейхман (Sant Petersburg, 24 de novembre de 1868 - ibid. 26 de desembre de 1909 o bé 8 de gener de 1910) fou un compositor i director d'orquestra rus.
Músic de talent i educat, fou alumne de Carl Reinecke i Salomon Jadassohn en el Conservatori de Leipzig, i de Vladímir Soloviov i Nikolai Rimsky-Korsakov a Sant Petersburg. Bleichamnn no tenia un bon gust musical i no va assolir un gran desenvolupament en la tècnica de la composició. Va intentar entrar en el camp de la música simfònica (simfonia, suite de ballet, les variacions per a orquestra sobre un tema de Txaikovski i en la música de cambra (un trio i un quintet per a piano i instruments de corda, una sonata per a piano i violí), i una òpera.
La seva òpera La princesa dels somnis va realitzada en concert a l'escenari a Sant Petersburg i Moscou; la segona va ser posada en escena al nou teatre de Moscou Imperial (1900) i després al Teatre Mariinsky de Sant Petersburg, la direcció de G. Varliha. Aquestes òperes no van tenir èxit. Altres obres Bleichman: Escena al rierol Cantata (per a cor i orquestra femenina solista tenor), uns cors a cappella i peces per a piano.
Bleichman va actuar com a director en concerts simfònics públics (1893-1894) i en la Societat de Sant Petersburg Filharmònica (1894-1895).